# Owen Franks
Owen Franks (Motueka, Nova Zelanda, 23 de desembre de 1987) és un jugador de rugbi neozelandès que juga pels Crusaders en la competició del Super Rugby i pels All Blacks a nivell internacional.

## Carrera nacional
Va fer el seu debut provincial amb Canterbury a l'Air New Zealand Cup l'any 2007. Fou un suplent de Campbell Johnstone abans que aquest marxés a França i Franks assumís la responsabilitat de tighthead per a l'equip Canterbury. El seu germà gran, Ben Franks juga amb el seu germà també en la posició de pilar. Franks va debutar amb els Crusaders l'any 2009 com a suplent contra la Western Force i feu el seu debut com a titular en una victòria sobre els Bulls on la seva actuació li va assegurar una convocatòria amb els All Black. Relativament petit en alçada, és conegut per la seva gran tècnica a la melé i mobilitat al voltant del camp.

## Carrera internacional
Va debutar pels All Blacks contra Fiji en la Pacific Nations Cup guanyant 45-17. Fou triat per jugar el Torneig de les Tres Nacions 2009, en el primer partit de Nova Zelanda contra Austràlia. Va jugar els dos següents partits contra Sud-àfrica abans de jugar de nou contra Austràlia. Franks va jugar el penúltim partit contra Sud-àfrica però es va perdre l'últim partit, jugant en el seu lloc Neemia Tialata. De nou va actuar com a substitut contra Gal·les durant un partit internacional al novembre.
Va jugar en el Torneig de les Tres Nacions 2010, començant els primers quatre partits contra Sud-àfrica i Austràlia. Després de perdre's algun dels partits d'aquella edició, va reaparèixer en el partit final contra Austràlia guanyant 23-22. Novament, es va perdre el test de tardor contra Austràlia d'aquell any, però començaria de titular contra Irlanda en el primer test de 2010, unint-se al seu germà Ben, i convertint-se en la primera parella de germans que surten de titulars en un test neozelandès des dels germans Brookes el 1997.
En 2015 és seleccionat per formar part de la selecció neozelandesa que participa en la Copa Mundial de Rugbi de 2015.
Va formar part de l'equip que va guanyar la final davant Austràlia per 34-17, entrant en la història del rugbi en ser la primera selecció que guanya el títol de campió en dues edicions consecutives.

### Palmarès i distincions notables
- Rugbi Championship: 2010, 2012, 2013 i 2014
- Copa del Món de Rugbi de 2011 i 2015